# Bernardo Pasquini
Pour les articles homonymes, voir Pasquini.
Bernardo Pasquini, né le 7 décembre 1637 à Massa di Valdinievole (près de Pistoia, en Toscane) et mort le 21 novembre 1710 à Rome, est un compositeur, claveciniste et organiste italien.

## Biographie
Après les premières études à Uzzano (Pistoia) avec Mariotto Bocciantini, il s'installe vers 1650, avec un oncle prêtre, à Ferrare. Dès 1653, il est organiste à l'Accademia della Morte, un poste déjà occupé auparavant par Luzzasco Luzzaschi et Girolamo Frescobaldi. 

Installé définitivement à Rome dès 1655 ou 1656, il prend connaissance des œuvres de Palestrina  et de Girolamo Frescobaldi, mort depuis peu (1643), et dont le souvenir est encore vivace dans le monde musical romain. Ceci lui vaudra plus tard une réputation de spécialiste de la « vraie manière italienne », comme l'écrit son élève Georg Muffat.
Il devient, vers 1657 organiste de l'église de Sainte-Marie in Vallicella (Chiesa Nuova). Depuis février 1664, il est nommé organiste à la basilique Sainte-Marie-Majeure, et à l'église Sainte-Marie d'Aracœli. Il accompagne à Paris en 1664 la suite du cardinal Flavio Chigi et joue du clavecin à la cour de Louis XIV. C'est pour lui l'occasion d'entendre et de côtoyer les musiciens français.
En novembre 1667, il entre au service du prince Giovanni Battista Borghese, poste qu'il conserve jusqu'en 1692. Dès 1693 il passe au service de Marcantonio Borghese, fils du précédent. 

En 1706, il devient membre de l'Accademia dell'Arcadia, association placée sous le patronage du cardinal Pietro Ottoboni (neveu du pape Alexandre VIII et mécène fastueux) et qui a pour objectif de formaliser les règles de la littérature italienne afin d'en relever le prestige. Son pseudonyme y est Protico. Parmi ses collègues, musiciens éminents, figurent notamment Giovanni Bononcini, Alessandro Scarlatti (Terpandro), Arcangelo Corelli (Arcomelo), les frères Alessandro et Benedetto Marcello (respectivement Eterio Stinfalico et Driante).

## Œuvre
L'œuvre de Pasquini englobe presque tous les genres de musique de l'époque : de l'opéra à l'oratorio, de la cantata à la musique pour clavier. Au cours des vingt années (1672-1692), il compose au moins 18 opéras (drammi per musica et  commedie per musica), dont six sont perdus, représentés à Rome et dans d'autres centres italiens, notamment en Toscane. Son œuvre comprend aussi au moins 13 oratorios (dont huit sont perdus), quelques motets, plus de soixante cantates. Ce qui nous est parvenu comprend en manuscrits des pièces pour l'orgue et le clavecin qui joignent au style italien la présence d'éléments de la suite française.
Pasquini est le plus grand claviériste italien de la période intermédiaire entre Frescobaldi et Domenico Scarlatti. Il est aussi très recherché comme professeur et a pour élèves Georg Muffat, Johann Philipp Krieger, Johann Georg Christian Störl, Franz Jakob Horneck, Floriano Arresti, Tommaso Bernardo Gaffi, et probablement aussi Ferdinand Tobias Richter et Carlo Domenico Draghi.
Sous certains aspects Pasquini anticipe la technique du clavier de Domenico Scarlatti